# Tinejdad
Tinejdad (in arabo تنجداد‎?; in berbero: ⵜⵉⵏⵊⴷⴰⴷ) è una città del Marocco, nella provincia di Errachidia, nella regione di Drâa-Tafilalet, a circa 52 km da Tinghir. La parola Tinejdad deriva dal berbero: Tin (quella di) e jdad o Ijdad o Igdad (uccelli); questo nome venne dato alla città perché un tempo questa oasi era un rifugio per una moltitudine di uccelli provenienti da tutto il mondo.
La città è anche nota come Afrekla.

## Villaggi
- Amellal
- Asrir
- Ait Âssem
- Ait Mâammar Kdim
- Ait Mâammar Jdid
- Ait Ben Omar
- Azag N Wouchen
- Gardmit
- Ihandar
- Izilf
- Lkherbat
- Leksiba
- Nnimro
- Ktaâ El Oued
- Ssat
- Taddart N Oumira
- Taghya
- Talalt
- Tamerdoult
- Tayarza
- Tighdouine
- Tighfert
- Tin Ait M'hamed
- Toughach
- Zaouia sidi El Haouari